# Tsuda Kazuki
Kazuki Tsuda (sinh ngày 26 tháng 7 năm 1982) là một cầu thủ bóng đá người Nhật Bản.

## Sự nghiệp câu lạc bộ
Kazuki Tsuda đã từng chơi cho Shimizu S-Pulse, Ventforet Kofu và FC Machida Zelvia.